# Qualificazioni alla Coppa delle nazioni africane 2023
Questa voce raccoglie un approfondimento sui risultati degli incontri per le qualificazioni alla fase finale della Coppa delle nazioni africane 2023.

## Partecipanti
Sono 53 le nazionali a scendere in campo, per conseguenza della rinuncia dell'Eritrea.

## Formula
Un turno preliminare ha visto coinvolte le ultime 12 classificate del ranking CAF, che si sono sfidate in una gara andata e ritorno. Le sei vincenti hanno raggiunto le altre squadre che daranno vita alla seconda fase, che raggruppa le 48 nazionali in 12 gironi all'italiana. Le prime due classificate di ogni girone avranno accesso alla fase finale.

## Turno preliminare
Le sfide si sono giocate tra il 23 e il 29 marzo 2022.
| Squadra 1           | Totale | Squadra 2     | Andata | Ritorno |
| ------------------- | ------ | ------------- | ------ | ------- |
| Eritrea             | ann.   | Botswana      | n.d.   | n.d.    |
| São Tomé e Príncipe | 4 - 3  | Mauritius     | 1 - 0  | 3 - 3   |
| Gibuti              | 2 - 5  | Sudan del Sud | 2 - 4  | 0 - 1   |
| Seychelles          | 1 - 3  | Lesotho       | 0 - 0  | 1 - 3   |
| Somalia             | 1 - 5  | eSwatini      | 0 - 3  | 1 - 2   |
| Ciad                | 2 - 3  | Gambia        | 0 - 1  | 2 - 2   |

| Asmara 21 marzo 2022, ore 16:00 UTC+0 | Eritrea | annullato – | Botswana | Stadio Cicero |

| Gaborone 29 marzo 2022 | Botswana | annullato – | Eritrea | Stadio nazionale del Botswana |

Il Botswana passa alla fase successiva.
| Saint-Pierre 24 marzo 2022, ore 12:00 UTC+0 | São Tomé e Príncipe | 1 – 0 referto | Mauritius | Complexe Sportif de Côte d'Or |
| \| \| \| \| \| Leal 36’ \| Marcatori \| \|  |                     |               |           |                               |
|                                             |                     |               |           |                               |
| Leal 36’                                    | Marcatori           |               |           |                               |

| Saint-Pierre 27 marzo 2022, ore 16:00 UTC+4                                                         | Mauritius | 3 – 3 referto             | São Tomé e Príncipe | Complexe Sportif de Côte d'Or |
| \| \| \| \| \| Bru 21’ (rig.) Collard 57’ Nazira 90+1’ \| Marcatori \| 27’, 60’ Cardoso 34’ Leal \| |           |                           |                     |                               |
| |           |                           |                     |                               |
| Bru 21’ (rig.) Collard 57’ Nazira 90+1’                                                             | Marcatori | 27’, 60’ Cardoso 34’ Leal |                     |                               |

São Tomé e Príncipe passa alla fase successiva.
| Borg El Arab 23 marzo 2022, ore 16:00 UTC+3                                                           | Gibuti    | 2 – 4 referto                            | Sudan del Sud | Stadio Borg El Arab |
| \| \| \| \| \| Akinbinu 64’ Warsama 90+3’ \| Marcatori \| 54’, 75’ (rig.) Okello 68’ Toha 89’ Gama \| |           |                                          |               |                     |
| |           |                                          |               |                     |
| Akinbinu 64’ Warsama 90+3’                                                                            | Marcatori | 54’, 75’ (rig.) Okello 68’ Toha 89’ Gama |               |                     |

| Entebbe 27 marzo 2022, ore 15:00 UTC+2     | Sudan del Sud | 1 – 0 referto | Gibuti | St. Mary's Stadium-Kitende |
| \| \| \| \| \| Chol 55’ \| Marcatori \| \| |               |               |        |                            |
|                                            |               |               |        |                            |
| Chol 55’                                   | Marcatori     |               |        |                            |

Il Sudan del Sud passa alla fase successiva.
| Saint-Pierre 23 marzo 2022, ore 16:00 UTC+4 | Seychelles | 0 – 0 referto | Lesotho | Complexe Sportif de Côte d'Or |

| Soweto 27 marzo 2022, ore 16:00 UTC+2                                             | Lesotho   | 3 – 1 referto      | Seychelles | Dobsonville Stadium |
| \| \| \| \| \| Makateng 5’, 78’ Motebang 9’ \| Marcatori \| 25’ (rig.) Ernesta \| |           |                    |            |                     |
|                                                                                   |           |                    |            |                     |
| Makateng 5’, 78’ Motebang 9’                                                      | Marcatori | 25’ (rig.) Ernesta |            |                     |

Il Lesotho passa alla fase successiva.
| Dar es Salaam 23 marzo 2022                                         | Somalia   | 0 – 3 referto                     | eSwatini | Stadio Nazionale della Tanzania |
| \| \| \| \| \| \| Marcatori \| 23’ Dlamini 64’ Mamba 87’ Gamedze \| |           |                                   |          |                                 |
|                                                                     |           |                                   |          |                                 |
|                                                                     | Marcatori | 23’ Dlamini 64’ Mamba 87’ Gamedze |          |                                 |

| Mbombela 27 marzo 2022, ore 15:00 UTC+2                             | eSwatini  | 2 – 1 referto | Somalia | Mbombela Stadium |
| \| \| \| \| \| Ndzinisa 46’ Mamba 56’ \| Marcatori \| 90+1’ Jama \| |           |               |         |                  |
|                                                                     |           |               |         |                  |
| Ndzinisa 46’ Mamba 56’                                              | Marcatori | 90+1’ Jama    |         |                  |

eSwatini passa alla fase successiva.
| Yaoundé 23 marzo 2022, ore 17:00 UTC+1         | Ciad      | 0 – 1 referto | Gambia | Stadio Ahmadou Ahidjo |
| \| \| \| \| \| \| Marcatori \| 89’ Trawally \| |           |               |        |                       |
|                                                |           |               |        |                       |
|                                                | Marcatori | 89’ Trawally  |        |                       |

| Agadir 29 marzo 2022, ore 17:00 UTC+0                                                           | Gambia    | 2 – 2 referto                        | Ciad | Stadio Adrar |
| \| \| \| \| \| Ceesay 29’, 90+2’ (rig.) \| Marcatori \| 26’ Abderamane 47’ (rig.) N'Douassel \| |           |                                      |      |              |
|                                                                                                 |           |                                      |      |              |
| Ceesay 29’, 90+2’ (rig.)                                                                        | Marcatori | 26’ Abderamane 47’ (rig.) N'Douassel |      |              |

Il Gambia passa alla fase successiva.

## Fase a gironi
| Gruppo A            | Gruppo B       | Gruppo C     | Gruppo D           | Gruppo E           | Gruppo F  |
| ------------------- | -------------- | ------------ | ------------------ | ------------------ | --------- |
| Nigeria             | Burkina Faso   | Camerun      | Egitto             | Ghana              | Algeria   |
| Sierra Leone        | Capo Verde     | Kenya        | Guinea             | Madagascar         | Uganda    |
| Guinea-Bissau       | Togo           | Namibia      | Malawi             | Angola             | Niger     |
| São Tomé e Príncipe | eSwatini       | Burundi      | Etiopia            | Rep. Centrafricana | Tanzania  |
| Gruppo G            | Gruppo H       | Gruppo I     | Gruppo J           | Gruppo K           | Gruppo L  |
| Mali                | Costa d'Avorio | RD del Congo | Tunisia            | Marocco            | Senegal   |
| Rep. del Congo      | Zambia         | Gabon        | Guinea Equatoriale | Sudafrica          | Benin     |
| Gambia              | Comore         | Mauritania   | Libia              | Zimbabwe           | Mozambico |
| Sudan del Sud       | Lesotho        | Sudan        | Botswana           | Liberia            | Ruanda    |

### Gruppo A
| Squadra             | Pt | G | V | N | P | GF | GS | DR  |
| ------------------- | -- | - | - | - | - | -- | -- | --- |
| Nigeria             | 15 | 6 | 5 | 0 | 1 | 22 | 4  | +18 |
| Guinea-Bissau       | 13 | 6 | 4 | 1 | 1 | 11 | 5  | +6  |
| Sierra Leone        | 5  | 6 | 1 | 2 | 3 | 10 | 11 | -1  |
| São Tomé e Príncipe | 1  | 6 | 0 | 1 | 5 | 3  | 26 | -23 |

| Squadra             | Nigeria (bandiera) | Guinea-Bissau (bandiera) | Sierra Leone (bandiera) | São Tomé e Príncipe (bandiera) |
| ------------------- | ------------------ | ------------------------ | ----------------------- | ------------------------------ |
| Nigeria             |                    | 0 - 1                    | 2 - 1                   | 6 - 0                          |
| Guinea-Bissau       | 0 - 1              |                          | 2 - 1                   | 5 - 1                          |
| Sierra Leone        | 2 - 3              | 2 - 2                    |                         | 2 - 2                          |
| São Tomé e Príncipe | 0 - 10             | 0 - 1                    | 0 - 2                   |                                |

### Gruppo B
| Squadra      | Pt | G | V | N | P | GF | GS | DR |
| ------------ | -- | - | - | - | - | -- | -- | -- |
| Burkina Faso | 11 | 6 | 3 | 2 | 1 | 8  | 5  | +3 |
| Capo Verde   | 10 | 6 | 3 | 1 | 2 | 8  | 6  | +2 |
| Togo         | 8  | 6 | 2 | 2 | 2 | 8  | 8  | 0  |
| eSwatini     | 3  | 6 | 0 | 3 | 3 | 3  | 8  | -5 |

| Squadra      | Burkina Faso (bandiera) | Capo Verde (bandiera) | eSwatini (bandiera) | Togo (bandiera) |
| ------------ | ----------------------- | --------------------- | ------------------- | --------------- |
| Burkina Faso |                         | 2 - 0                 | 0 - 0               | 1 - 0           |
| Capo Verde   | 3 - 1                   |                       | 0 - 0               | 2 - 0           |
| eSwatini     | 1 - 3                   | 0 - 1                 |                     | 0 - 2           |
| Togo         | 1 - 1                   | 3 - 2                 | 2 - 2               |                 |

### Gruppo C
| Squadra | Pt | G | V | N | P | GF | GS | DR |
| ------- | -- | - | - | - | - | -- | -- | -- |
| Camerun | 7  | 4 | 2 | 1 | 1 | 6  | 3  | +3 |
| Namibia | 5  | 4 | 1 | 2 | 1 | 6  | 6  | 0  |
| Burundi | 4  | 4 | 1 | 1 | 2 | 4  | 7  | -3 |
| Kenya   | 0  | 0 | 0 | 0 | 0 | 0  | 0  | 0  |

| Squadra | Camerun (bandiera) | Burundi (bandiera) | Namibia (bandiera) | Kenya (bandiera) |
| ------- | ------------------ | ------------------ | ------------------ | ---------------- |
| Camerun |                    | 3 - 0              | 1 - 1              | Annullata        |
| Burundi | 0 - 1              |                    | 3 - 2              | Annullata        |
| Namibia | 2 - 1              | 1 - 1              |                    | Annullata        |
| Kenya   | Annullata          | Annullata          | Annullata          |                  |

### Gruppo D
| Squadra | Pt | G | V | N | P | GF | GS | DR |
| ------- | -- | - | - | - | - | -- | -- | -- |
| Egitto  | 15 | 6 | 5 | 0 | 1 | 10 | 3  | +7 |
| Guinea  | 10 | 6 | 3 | 1 | 2 | 9  | 7  | +2 |
| Malawi  | 5  | 6 | 1 | 2 | 3 | 4  | 10 | -6 |
| Etiopia | 4  | 6 | 1 | 1 | 4 | 5  | 8  | -3 |

| Squadra | Etiopia (bandiera) | Malawi (bandiera) | Guinea (bandiera) | Egitto (bandiera) |
| ------- | ------------------ | ----------------- | ----------------- | ----------------- |
| Etiopia |                    | 0 - 0             | 2 - 3             | 2 - 0             |
| Malawi  | 2 - 1              |                   | 2 - 2             | 0 - 4             |
| Guinea  | 2 - 0              | 1 - 0             |                   | 1 - 2             |
| Egitto  | 1 - 0              | 2 - 0             | 1 - 0             |                   |

### Gruppo E
| Squadra            | Pt | G | V | N | P | GF | GS | DR |
| ------------------ | -- | - | - | - | - | -- | -- | -- |
| Ghana              | 12 | 6 | 3 | 3 | 0 | 8  | 3  | +5 |
| Angola             | 9  | 6 | 2 | 3 | 1 | 6  | 5  | +1 |
| Rep. Centrafricana | 7  | 6 | 2 | 1 | 3 | 9  | 7  | +2 |
| Madagascar         | 3  | 6 | 0 | 3 | 3 | 1  | 9  | -8 |

| Squadra            | Ghana (bandiera) | Angola (bandiera) | Rep. Centrafricana (bandiera) | Madagascar (bandiera) |
| ------------------ | ---------------- | ----------------- | ----------------------------- | --------------------- |
| Ghana              |                  | 1 - 0             | 2 - 1                         | 3 - 0                 |
| Angola             | 1 - 1            |                   | 2 - 1                         | 0 - 0                 |
| Rep. Centrafricana | 1 - 1            | 1 - 2             |                               | 2 - 0                 |
| Madagascar         | 0 - 0            | 1 - 1             | 0 - 3                         |                       |

### Gruppo F
| Squadra  | Pt | G | V | N | P | GF | GS | DR |
| -------- | -- | - | - | - | - | -- | -- | -- |
| Algeria  | 16 | 6 | 5 | 1 | 0 | 9  | 2  | +7 |
| Tanzania | 8  | 6 | 2 | 2 | 2 | 3  | 4  | -1 |
| Uganda   | 7  | 6 | 2 | 1 | 3 | 5  | 6  | -1 |
| Niger    | 2  | 6 | 0 | 2 | 4 | 3  | 8  | -5 |

| Squadra  | Algeria (bandiera) | Niger (bandiera) | Tanzania (bandiera) | Uganda (bandiera) |
| -------- | ------------------ | ---------------- | ------------------- | ----------------- |
| Algeria  |                    | 2 - 1            | 0 - 0               | 2 - 0             |
| Niger    | 0 - 1              |                  | 1 - 1               | 0 - 2             |
| Tanzania | 0 - 2              | 1 - 0            |                     | 0 - 1             |
| Uganda   | 1 - 2              | 1 - 1            | 0 - 1               |                   |

### Gruppo G
| Squadra        | Pt | G | V | N | P | GF | GS | DR  |
| -------------- | -- | - | - | - | - | -- | -- | --- |
| Mali           | 15 | 6 | 5 | 0 | 1 | 15 | 2  | +13 |
| Gambia         | 10 | 6 | 3 | 1 | 2 | 7  | 7  | 0   |
| Rep. del Congo | 7  | 6 | 2 | 1 | 3 | 5  | 10 | -5  |
| Sudan del Sud  | 3  | 6 | 1 | 0 | 5 | 5  | 13 | -8  |

| Squadra        | Mali (bandiera) | Rep. del Congo (bandiera) | Gambia (bandiera) | Sudan del Sud (bandiera) |
| -------------- | --------------- | ------------------------- | ----------------- | ------------------------ |
| Mali           |                 | 4 - 0                     | 2 - 0             | 4 - 0                    |
| Rep. del Congo | 0 - 2           |                           | 1 - 0             | 1 - 2                    |
| Gambia         | 1 - 0           | 2 - 2                     |                   | 1 - 0                    |
| Sudan del Sud  | 1 - 3           | 0 - 1                     | 2 - 3             |                          |

### Gruppo H
| Squadra        | Pt | G | V | N | P | GF | GS | DR |
| -------------- | -- | - | - | - | - | -- | -- | -- |
| Zambia         | 13 | 6 | 4 | 1 | 1 | 12 | 6  | +6 |
| Costa d'Avorio | 13 | 6 | 4 | 1 | 1 | 9  | 5  | +4 |
| Comore         | 7  | 6 | 2 | 1 | 3 | 6  | 8  | -2 |
| Lesotho        | 1  | 6 | 0 | 1 | 5 | 1  | 9  | -8 |

| Squadra        | Costa d'Avorio (bandiera) | Zambia (bandiera) | Comore (bandiera) | Lesotho (bandiera) |
| -------------- | ------------------------- | ----------------- | ----------------- | ------------------ |
| Costa d'Avorio |                           | 3 - 1             | 3 - 1             | 1 - 0              |
| Zambia         | 3 - 0                     |                   | 2 - 1             | 3 - 1              |
| Comore         | 0 - 2                     | 1 - 1             |                   | 2 - 0              |
| Lesotho        | 0 - 0                     | 0 - 2             | 0 - 1             |                    |

### Gruppo I
| Squadra      | Pt | G | V | N | P | GF | GS | DR |
| ------------ | -- | - | - | - | - | -- | -- | -- |
| RD del Congo | 12 | 6 | 4 | 0 | 2 | 11 | 4  | +7 |
| Mauritania   | 10 | 6 | 3 | 1 | 2 | 9  | 7  | +2 |
| Gabon        | 7  | 6 | 2 | 1 | 3 | 3  | 5  | -2 |
| Sudan        | 6  | 6 | 2 | 0 | 4 | 3  | 10 | -7 |

| Squadra      | Mauritania (bandiera) | Gabon (bandiera) | Sudan (bandiera) | RD del Congo (bandiera) |
| ------------ | --------------------- | ---------------- | ---------------- | ----------------------- |
| Mauritania   |                       | 2 - 1            | 3 - 0            | 0 - 3*                  |
| Gabon        | 0 - 0                 |                  | 1 - 0            | 0 - 2                   |
| Sudan        | 0 - 3                 | 1 - 0            |                  | 2 - 1                   |
| RD del Congo | 3 - 1                 | 0 - 1            | 2 - 0            |                         |

- a tavolino

### Gruppo J
| Squadra            | Pt | G | V | N | P | GF | GS | DR  |
| ------------------ | -- | - | - | - | - | -- | -- | --- |
| Tunisia            | 13 | 6 | 4 | 1 | 1 | 11 | 1  | +10 |
| Guinea Equatoriale | 13 | 6 | 4 | 1 | 1 | 9  | 7  | +2  |
| Botswana           | 4  | 6 | 1 | 1 | 4 | 3  | 9  | -6  |
| Libia              | 4  | 6 | 1 | 1 | 4 | 2  | 8  | -6  |

| Squadra            | Tunisia (bandiera) | Guinea Equatoriale (bandiera) | Libia (bandiera) | Botswana (bandiera) |
| ------------------ | ------------------ | ----------------------------- | ---------------- | ------------------- |
| Tunisia            |                    | 4 - 0                         | 3 - 0            | 3 - 0               |
| Guinea Equatoriale | 1 - 0              |                               | 2 - 0            | 2 - 0               |
| Libia              | 0 - 1              | 1 - 1                         |                  | 1 - 0               |
| Botswana           | 0 - 0              | 2 - 3                         | 1 - 0            |                     |

### Gruppo K
| Squadra   | Pt | G | V | N | P | GF | GS | DR |
| --------- | -- | - | - | - | - | -- | -- | -- |
| Marocco   | 9  | 4 | 3 | 0 | 1 | 8  | 3  | +5 |
| Sudafrica | 7  | 4 | 2 | 1 | 1 | 7  | 6  | +1 |
| Liberia   | 1  | 4 | 0 | 1 | 3 | 3  | 9  | -6 |
| Zimbabwe  | 0  | 0 | 0 | 0 | 0 | 0  | 0  | 0  |

| Squadra   | Marocco (bandiera) | Liberia (bandiera) | Sudafrica (bandiera) | Zimbabwe (bandiera) |
| --------- | ------------------ | ------------------ | -------------------- | ------------------- |
| Marocco   |                    | 3 - 0              | 2 - 1                | Annullata           |
| Liberia   | 0 - 2              |                    | 1 - 2                | Annullata           |
| Sudafrica | 2 - 1              | 2 - 2              |                      | Annullata           |
| Zimbabwe  | Annullata          | Annullata          | Annullata            |                     |

### Gruppo L
| Squadra   | Pt | G | V | N | P | GF | GS | DR |
| --------- | -- | - | - | - | - | -- | -- | -- |
| Senegal   | 14 | 6 | 4 | 2 | 0 | 12 | 4  | +8 |
| Mozambico | 10 | 6 | 3 | 1 | 2 | 8  | 9  | -1 |
| Benin     | 5  | 6 | 1 | 2 | 3 | 8  | 9  | -1 |
| Ruanda    | 3  | 6 | 0 | 3 | 3 | 3  | 9  | -6 |

| Squadra   | Senegal (bandiera) | Mozambico (bandiera) | Ruanda (bandiera) | Benin (bandiera) |
| --------- | ------------------ | -------------------- | ----------------- | ---------------- |
| Senegal   |                    | 5 - 1                | 1 - 1             | 3 - 1            |
| Mozambico | 0 - 1              |                      | 1 - 1             | 3 - 2            |
| Ruanda    | 0 - 1              | 0 - 2                |                   | 0 - 3*           |
| Benin     | 1 - 1              | 0 - 1                | 1 - 1             |                  |

- a tavolino

## Classifica marcatori
10 reti
- Victor Osimhen

5 reti
- Louis Mafouta
- Sadio Mané
- Youssef Msakni
- Patson Daka

4 reti
- Dango Ouattara
- Peter Shalulile

3 reti
- Mohamed El Amine Amoura
- Ibrahim Sangaré
- Mohammed Kudus
- Zinho Gano
- Aboubakar Kamara
- Kamory Doumbia
- Lyle Foster
- Kévin Denkey